# Rivula violetta
Rivula violetta là một loài bướm đêm trong họ Erebidae.